# Stade Saint-Symphorien
Das Stade Saint-Symphorien ist ein Fußballstadion im französischen Longeville-lès-Metz, an der südwestlichen Stadtgrenze zu Metz gelegen. In der Anlage trägt der Fußballverein FC Metz seine Heimspiele aus. Die Sportstätte wurde wie die Moselinsel, auf der es liegt, nach dem heiligen Symphorianus, einem christlichen Märtyrer des 2. Jahrhunderts, benannt.

## Geschichte
Das Stade Saint-Symphorien wurde am 11. September 1923 eröffnet. Das erste Spiel bestritt der FC Metz gegen Stade Rennes. Anfangs betrug die Kapazität 10.000 Zuschauer, vier Jahre später wurde sie auf 15.000 ausgebaut und Ende der 1990er Jahre auf 26.700 Zuschauer erweitert. 2001 wurden die Umbauarbeiten am Stadion abgeschlossen. Seitdem liegt das Fassungsvermögen des Stadions bei 25.636 Zuschauern. Alle Plätze sind mit Sitzen ausgestattet. Bei den Spielen wandeln die heimischen Fangruppen des FC Metz die Bereiche hinter den Toren in Stehplätze um. 1991 wurde beim Spiel des FC Metz gegen Olympique Marseille ein Besucherrekord aufgestellt. Damals befanden sich 28.766 Zuschauer im Stadion.
Nach der Rückkehr in die Ligue 1 stellte der FC Metz Ende Mai 2019 Pläne für den Umbau des Stadions vor. Rund ein Jahr dauerten die Vorbereitungen an. Im Februar 2019 erhielt man die Baugenehmigung. Nach dem letzten Saisonheimspiel am 17. Mai wurden die Kunststoffsitze auf der Südtribüne demontiert. Am 27. Mai begann der Abriss des Zuschauerrangs. Der Neubau an seiner Stelle soll im August 2020, pünktlich zum Start der Saison 2020/21, einsatzbereit sein.  Das Angebot von V.I.P.-Plätzen wird von 2239 auf 4500 erhöht. Ein Jahr später steht die Schließung der südlichen Stadionecken auf dem Plan. Der Südrang wird, inklusive der Ecken, 7955 Plätze bieten. Insgesamt legt das Stadion um 3300 Plätze zu und fasst nach Fertigstellung 30.000 Zuschauer. Mit dem Umbau soll das Gesamtbild des Stade Saint-Symphorien einheitlicher gestaltet werden. Im Laufe der Renovierung soll auch die Zugangskontrolle sowie die Sound- und Lichtanlage komplett erneuert werden. Die Kosten sollen bei 60 Mio. Euro liegen, davon wird der FC Metz 75,8 Prozent tragen. Den Rest der Summe werden die Region Grand Est, die Stadt Metz sowie das Département Moselle zu gleichen Teilen aufbringen.

## Anfahrt
Mit den öffentlichen Verkehrsmitteln, per Bus und Metro, ist das Stadion einfach zu erreichen. Es befindet sich ca. 10 Minuten vom Hauptbahnhof entfernt.